# 王生岳
王生岳（1872年—1945年10月），清末民国企业家，制造了中国近代第一台万能铣床，并有“铣床大王”之称。字庭豪，浙江省鄞县人。

## 生平简历
早年就读于家乡私塾，家境非常穷困，父亲曾在轮船上做厨工。1885年，赴上海做木工学徒，学刻雕花。王生岳曾在上海元昌机器厂做学徒，为其首次接触中国近代最早之机械行业。
清朝光绪十五年（1889年），王生岳学徒学期期限结束，就职于英资耶松船厂，担任车工。光绪二十七年（1901年），因工作业绩突出，王生岳被升为车间的领班。光绪三十二年（1906年），上海瑞镕船厂（今上海船厂西厂区）兼并了耶松船厂，王生岳遂入瑞镕船厂，担任领班。
民国二年（1913年），王生岳辞去瑞镕船厂职务，并自主创业。王生岳遂筹资白银2000两，创建了王岳记机器厂（今上海减速机械厂），专门从事齿轮加工业务，是为上海最早的齿轮加工厂，亦为中国最早的华人齿轮加工工厂。
民国四年（1915年），实业家史鹤鸣创办了史鹤记机器厂（今上海冲剪机床厂），并需要一台万能铣床，史鹤鸣开造价白银1200两。王生岳获得这一订单，并制造成功，是为中国首台国产的铣床。之后王生岳大力扩展企业业务和规模，并引进德国、美国的生产技术和设备，产品在国内畅销，并有力地和进口产品竟争，成为闻名一时的“铣牙大王”。
民国二十五年（1936年），中国首座公铁路混合两用大桥——钱塘江大桥开工兴建，主要设计者桥梁工程专家茅以升特向王生岳订购制造大桥所需的关键重型设备和构建，并由王生岳主持建造成功。
民国二十六年（1937年），日本侵华战争爆发，日軍不久即集大军大举进攻上海，王生岳的工厂不幸毁于战火。1938年，王生岳主持重建机器厂，并由其次子王承恩接掌。民国三十四年（1945年）10月，王生岳因病逝世。